# Aleksiej Timoszkin
Aleksiej Anatoljewicz Timoszkin (ros. Алексей Анатольевич Тимошкин, ur. 27 lipca 1971) – rosyjski judoka.
Uczestnik mistrzostw świata w 1993. Startował w Pucharze Świata w 1993, 1997 i 1998. Brązowy medalista mistrzostw Europy w 1993 i w drużynie w 1997. Mistrz Rosji w 1992; drugi w 1996 roku.